# Município de Perry (condado de Allen, Ohio)
O município de Perry (em inglês: Perry Township) é um município localizado no condado de Allen no estado estadounidense de Ohio. No ano de 2010 tinha uma população de 3.531 habitantes e uma densidade populacional de 41,6 pessoas por km².

## Geografia
O município de Perry encontra-se localizado nas coordenadas 40° 40′ 30″ N, 84° 02′ 29″ O. Segundo a Departamento do Censo dos Estados Unidos, o município tem uma superfície total de 84.87 km², da qual 84,67 km² correspondem a terra firme e (0,23 %) 0,2 km² é água.

## Demografia
Segundo o censo de 2010, tinha 3.531 habitantes residindo no município de Perry. A densidade populacional era de 41,6 hab./km². Dos 3.531 habitantes, o município de Perry estava composto pelo 90,85 % brancos, o 5,78 % eram afroamericanos, o 0,28 % eram amerindios, o 0,03 % eram asiáticos, o 0,59 % eram de outras raças e o 2,46 % eram de uma mistura de raças. Do total da população o 1,56 % eram hispanos ou latinos de qualquer raça.